# اندی بکتولشیم
آندرس ون بکتولشیم (به آلمانی: Andreas von Bechtolsheim) (آندریاس ماریا ماکسیمیلیان فریهر فون ماوچنهیم گنانت بکتولشیم) ملقب به اندی، متولد ۳۰ سپتامبر ۱۹۵۵، مهندس برق (با ملیّت آلمانی) و از بنیانگذاران شرکت سان مایکروسیستمز در سال ۱۹۸۲ و به عنوان سَرطراح سخت‌افزار آن شرکت بود. وی یکی از سرمایه‌گذاران اصلی در شرکت گوگل و چندین شرکت در زمینه شبکه است.

## اوایل زندگی
بکتولشیم در نزدیکی امرسی در ایالت باواریا در آلمان چشم به جهان گشود. وی در مزرعه‌ایی که نزدیک آلپ بود و در خانواده‌ایی با چهار فرزند رشد کرد. از آنجا که خانه از منبع برق و در نتیجه تلویزیون دور بود، وی خودش را با وسایل برقی دردسترس سرگرم می‌کرد. در سال ۱۹۶۳(۱۳۴۲ش) خانواده‌اش به رم در ایتالیا و بعداً در سال ۱۹۶۸ (۱۳۴۷ش) به نوننهورن در آلمان مهاجرت کرد. در ۱۶ سالگی وی در کنترلگر صنعتی‌ایی را براساس اینتل ۸۰۰۸ برای شرکتی طراحی نمود.
وی در دانشگاه فناوری مونیخ دانشجو بود و ۳ سال بعد موفق به دریافت جایزه فیزیک در سال ۱۹۷۴ شد. وی با دریافت جایزه جایزه فولبرایت و مهاجرت به آمریکا و حضور در دانشگاه کارنگی ملون سال ۱۹۷۵ (۱۳۵۴ش) را به پایان برد. وی توانست تا مدرک فوق لیسانسش را در مهندسی کامپیوتر در سال ۱۹۷۶ دریافت نماید در ۱۹۷۷(۱۳۵۶ش) وی به دره سیلیکون رفت تا برای شرکت اینتل کار کند؛ اما تنها بعد از یک هفته از آن شرکت خارج شد چراکه وی را به اورگن فرستادند. وی در تابستان همان سال شغلی را در دانشگاه استنفورد بدست آورد و توانست دکترای مهندسی برق را از آنجا کسب نماید.

## کار

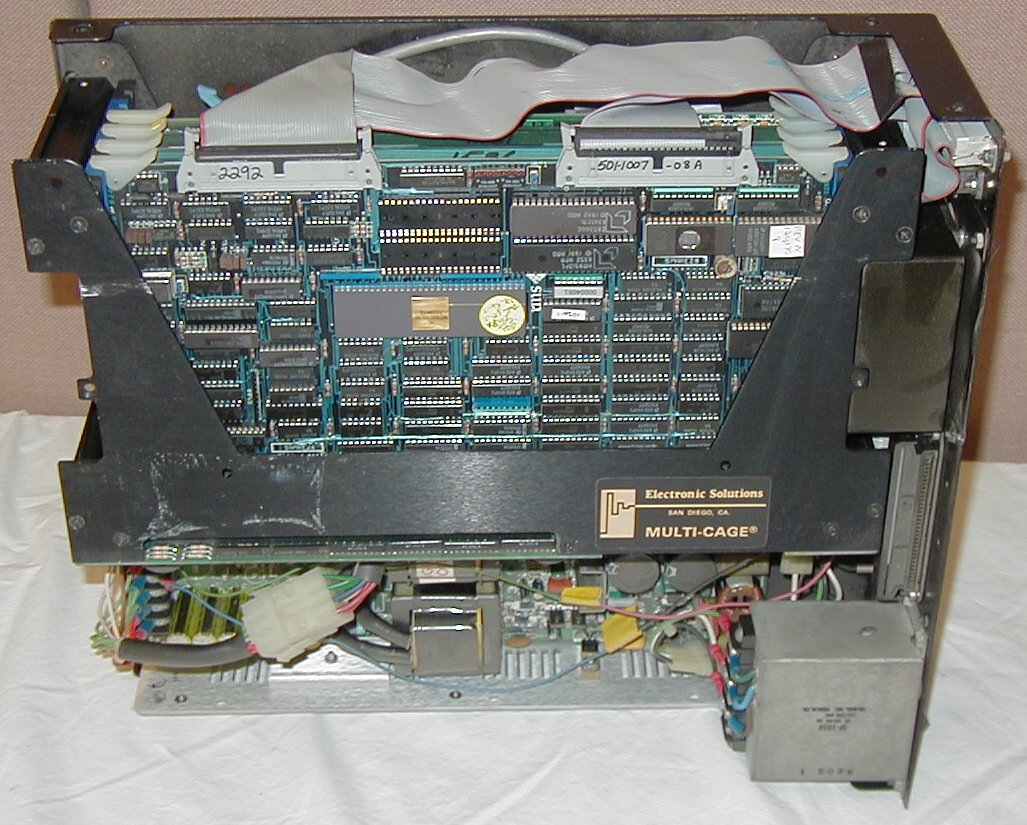
سخت‌افزارهای ابتدایی مربوط به ایستگاه کاری سان

در دانشگاه استنفورد، وی رایانهٔ قدرتمندی (که ایستگاه کاری خوانده می‌شد) را به همراه یک شبکهٔ داخلی ساخت که با نام ایستگاه کاری سان شناخته می‌شد. این نام از سرنامِ شبکه دانشگاه استنفورد (به انگلیسی: Stanford University Network) بدست آمده بود. این ماشین بر اساس رایانه زیراکس آلتو و در مرکز تحقیقات پالو آلتو زیراکس (به انگلیسی: Xerox Palo Alto Research Center) توسعه یافت. وی حقوقی دریافت نمی‌کرد اما این حق را داشت تا به تحقیقات موجود در شرکت زیراکس دسترسی داشته باشد.
استاد راهنمای بکتولشیم، فارست باسکت بود و در سال ۱۹۸۰ وگان پرات نیز به پروژه سان اضافه شد. حمایت مالی لازم برای این کار نیز از سوی دارپا صورت می‌گرفت
این رایانه ماژولار، برای تحقیقاتی از قبیل سیستم-وی و اینترنت اولیه، به عنوان مسیریاب، استفاده شد.

### تأسیس سان
یکی از شرکت‌هایی که در زمینه وی‌ال‌اس‌آی فعالیت می‌کرد، شرکت دیزی سیستمز بود که توسط وینود خوسلا اداره می‌شد. خوسلا چند سال پیش از دانشگاه استفورد فارغ‌التحصیل شده بود و سابقه همکاری با اسکات مک‌نیلی، از مدیران انیکز سیستمز را داشت. این سه نفر طرح تجاری خود را ریختند و بی‌درنگ توانستند نظر شرکت وینچور کاپیتال را به خود جلب نمایند و مبلغی را برای آغاز کارشان دریافت نمایند.

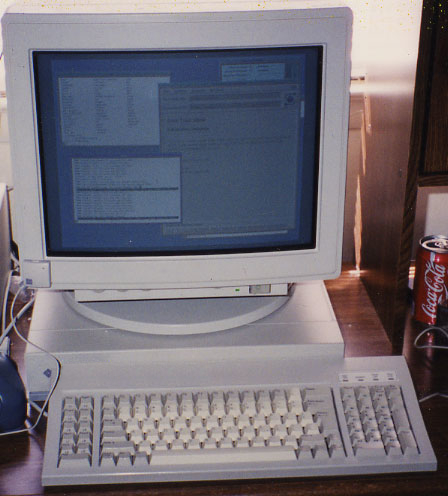
SPARCstation 1, designed circa ۱۹۸۸

اندی دانشگاه استانفورد را برای تأسیس شرکت سان مایکروسیستمز ترک کرد و کارمند شماره یک شرکت شد. بیل جوی نیز که در تیم توسعه بی‌اس‌دی عضویت داشت؛ به کارمند شماره چهار شرکت تبدیل شد. برای مدتی نیز بکتولشیم و جوی حتی محل سکونتشان نیز مشترک بود؛ آپارتمانی در پالو آلتو.
اولین محصول شرکت، سان-۱ بود که محتوی پردازنده‌ی مرکزی طراحی‌شده در دانشگاه استنفورد بود که در بخش حافظه بهبود یافته بود و نیز دارای محفظه‌ایی از فلز بود. در پایان سال فاصل آزمایشی اترنت نیز توسط بکتولشیم طراحی شده و جایگزین برد ۳کام شد. سان مایکروسیستمز سهامش را در سال ۱۹۹۶ عمومی کرد و بیش از ۱ میلیارد دلار تا پایان سال ۱۹۹۸ ارزش یافت؛ ولی بکتولشیم چیزهای بیشتری را می‌خواست. وی پروژه‌ایی را با اسم رمز یونی‌سان (به انگلیسی: UniSun) راه انداخت تا رایانه میزیِ کوچک و ارزانی برای بازار آموزش، طراحی نماید. نتیجه این کار اسپارک‌استیشن ۱ (با نام مستعار کمپوس)، شد.

### سایر شرکت‌ها
در سال ۱۹۹۵، بکتولشیم سان را ترک کرد تا شرکت جدیدی به نام گرانتی سیستمز را پایه‌گذاری نماید که هدفش سویچ‌های پرسرعت بود. در سال ۱۹۹۶، سیسکو سیستمز این شرکت را به قیمت ۲۲۰ میلیون دلار خرید؛ که اندی صاحب ۶۰٪ شرکت بود. وی به عنوان معاون و مدیر عمومی شرکت سیسکو گیگابیت منصوب شد که تا زمان ترک شرکت در سال ۲۰۰۳ این مقام را در اختیار داشت. شرکت جدید بکتولشیم، کیلا نام داشت.
کیلا در سال ۲۰۰۱ توسط بکتولشیم و استاد دانشگاه استنفورد، دیوید چریتون تأسیس شد تا بر روی فناوری‌های سرور پیشرفته مبتنی بر پردازنده‌های اوپیترون کار نمایند. سان در سال ۲۰۰۴ اعلان نمود که در طی مبادله سهام، شرکت کیلا را خریداری نموده‌است. با این تبادل، اندی بکتولشیم بار دیگر به معاونت سان مایکروسیستمز رسید و معمارِ ارشدِ شرکت شد.
سخت‌افزار کیلا در سان فایر اکس۴۵۰۰ مورد استفاده قرار گرفت
همراه با چریتون، بکتولشیم شرکت دیگری را در زمینهٔ شبکه‌های پرسرعت را در سال ۲۰۰۵ تأسیس کردند که آراسترا نام گرفت و سپس به آریستا نتورکز تغییر یافت. بکتولشیم سان را برای بار دوم ترک کرد تا مدیر و رئیس بخش توسعه آریستا باشد، اما هم‌زمان در سان نیز دارای نقش مشاور بود.
بکتولشیم به عنوان عضو مؤسس کارنگی ملون دره سیلیکون نیز هست.

### سرمایه‌گذاری‌ها
بکتولشیم از مؤسسان های‌بار ونچورز به همراه همکاران سابقش در سان، بیل جوی و روی ساردینا بود.
بکتولشیم و چریتون از اولین افرادی بودند که در شرکت گوگل سرمایه‌گذاری کردند؛ هر یک ۱۰۰٬۰۰۰ دلار آمریکا در سال ۱۹۹۸. بکتولشیم چک را به نام شرکت گوگل کشید، شرکتی که در آن زمان ثبت نشده بود. البته این داستان که نام گوگل پیشنهاد اندی بکتولشیم بوده درست نیست، در هر حال وی مؤسسان شرکت را برای استفاده از این نام ترغیب نمود. هنگامی که وی چک را به لاری پیج و سرگئی برین، مؤسسان گوگل، داد که آنها هنوز به صورت قانونی شراکت را آغاز نکرده بودند. نتیجه این سرمایه‌گذاری عالی بود و بکتولشیم را به  سرمایه‌گذار فرشته تبدیل کرد. سودآورترین سرمایه‌گذاری بکتولشیم، گوگل بود که سرمایه ۱۰۰هزاردلاری وی را به ۱٫۷ میلیارد دلار در سال ۲۰۱۰ رساند. دارایی خالص وی بیش از ۲ میلیارد دلار تخمین زده می‌شود که جایگاه وی را بعد از دانلد ترامپ قرار داده‌است.
وی در شرکت تاپولوس که در زمینه بازی‌های آهنگین برای آیفون فعالیت داشت سرمایه‌گذاری نمود که در نهایت نیز این شرکت را شرکت دیزنی خریداری نمود.

## برای مطالعه
- کرولاین ناج‌نای (۱۹۹۷(۱۳۷۶ش)). از دره خوشبختی به درهٔ سیلیکون: تحقیقی موردی در باب تحولات ایجاد شده توسط دانشگاه استنفورد (PDF). دانشگاه استفورد، دپارتمان علوم رایانه. تاریخ وارد شده در |سال= را بررسی کنید (کمک)
- مارک هال نویسنده۲=جان بری (۱۹۹۰). خورشید سوزان:: صعود سان مایکروسیستمز. Contemporary Books. شابک ۹۷۸-۰-۸۰۹۲-۴۳۶۸-۶.

## پیوند
- خلاصه زندگی بکتولشیم بایگانی‌شده  در ۲۰ مه ۲۰۱۱ توسط Wayback Machine
- داستان سان: چهار دوست با هم جمع می‌شوند بایگانی‌شده  در ۴ دسامبر ۲۰۰۸ توسط Wayback Machine (پخش به صورت وب)